# شركة تصنيع الجرارات الإيرانية
شركة تصنيع الجرارات الإيرانية المعروفة أيضًا باسم إتيمكو ، هي شركة تصنيع الجرارات والسيارات وقطع غيار السيارات والآلات الثقيلة ذات الموقع الرئيسي والمقر الرئيسي في تبريز ، إيران .  تم إدراجها في 100 شركة حظ في إيران.  تمتلك شركة تصنيع الجرارات نادي تراكتور رياضي منذ 1970 إلى 2011.

## التاريخ والتطور
بناءً على اتفاقية تم التوصل إليها عام 1966 بين إيران ورومانيا لتأسيس شركة تصنيع جرارات في إيران، تم إنشاء الشركة في تبريز عام 1968. كان الهدف الأول للشركة هو تصنيع 10000 وحدة جرارات من 45-65 محرك حصان مع علبة تروس تفاضلية مفردة ومزدوجة. في عام 1976 ، بدأ ماسي فيرغسون في تجميع الجرارات في الشركة بمعدل 13000 وحدة لكل عام. في الوقت الحالي، تم زيادة الطاقة الإنتاجية إلى 30000 وحدة لكل عام.  في عام 1987 ، بدأ المصنع في زيادة قدرته في المسابك ليتمكن من إنتاج منتجات الصب لمختلف الصناعات. في الوقت الحاضر لديها أكبر قدرة مسبك بين الشرق الأوسط. في عام 1990 بدأ المصنع في إنتاج شاحنات صغيرة وعربات صغيرة وراء منتجاته الرئيسية.

## الشهادات
تأهلت شركة إيران لصناعة الجرارات للحصول على أيزو 9000، وحصلت أيضًا على مكافآت تتعلق بالجودة والتصدير. 

## أسواق التصدير
تقوم شركة تصنيع الجرارات الإيرانية حاليًا بتصدير 13 منتجًا مختلفًا إلى عشر دول. 

## روابط خارجية
- http://investing.businessweek.com/research/stocks/private/snapshot.asp؟privcapId=21923234
- http://www.zawya.com/story.cfm/sidZAWYA20100407034651/Iran٪20Tractor٪20Manufacturing٪20Company٪20to٪20go٪20public